# جرذ
الجِرْذَان أو الجُرْذَان (كلاهما جمع جُرَذ) هي حيوانات قارضة متوسطة الحجم وطويلة الذيل. تنتمي الجرذان النمطية إلى جنس الجرذ. هناك أجناس الجرذان الأخرى مثل الجيروذ، والجرذ البندقوطي و الجرذ الكنغري. عادة ما يتم تمييز الجرذان عن الفئران الأخرى بحجمها. هناك 56 نوعًا معروفًا من الجرذان في العالم.
أكثرها انتشارًا هو الجُرَذ الأسود والجُرَذ الأسمر وهما من مجموعة تسمى جُرْذَان العالم القديم، أو الـجُرْذَان الحقيقية، وأصلها من قارة آسيا. والجُـرَذ أكبر حجما من قريبه الفأر، بوزن يصل إلى نصف الكيلوغرام.
يوجد منها أنواع أليفة يمكن تربيتها في المنزل، منها الجرذ الفاخر، وهي جُرْذَان أليفة تنحدر من سلالة الجُرَذ البني. ويحتمل أن الـجُرْذَان بشكل عام تشكل أكبر خطر على حياة الإنسان لتلويثها الطعام ولأمراضها.

## انتشاره
ينتشر الجرذ في جنوب شرق أسيا من الهند إلى الصين وجزر اندونيسيا، ويصل إلى غينيا الجديدة وأستراليا، فهو من الحيوانات النادرة التي وصلت إلى أستراليا. وينتشر جرذ العالم القديم من أفريقيا وأوروبا ويصل حتى إلى جزر المحيط الهادي.
تعيش الجرذان عادة في الغابات والحقول، وتختلف مواقعها من الغابات الاستوائية إلى الغابات الجبلية، ومعظمها يتفادى الاقتراب من الإنسان. إلا أن مجموعات منها استطاعت التأقلم مع الوقت للمعيشة بجوار الإنسان في البيوت وفي الحقول.
كانت تشكل جموع الجرذ مشكلة لدى قدماء المصريين حيث كانت تتسلل إلى صوامع الغلال وتفسدها، لهذا استأنس المصري القديم القط لأنه يتفقد الفئران ويقتلها. وبهذا أصبح للقط منزلة رفيعة لدى المصريين القدماء، وشاعت تربيته في البيوت، واعتبروه إلهًا أسموه باستيت. وكانوا يحنطون القط عند موته مثلما كانوا يحنطون أجساد الموتى. وعثر في إحدى مقابر مصر على نحو مليون من القطط المحنطة. ولا يزال تفسير ذلك يشغل الباحثين.